# Strawberry Nauts
《Strawberry Nauts》是日本HOOKSOFT在2011年11月25日發售的戀愛冒險類型成人遊戲。通常版於2011年12月22日發售。DMM.com在2014年8月1日發售DL版，2016年1月22日發售18禁版的HD版《Strawberry Nauts HD Renewal Edition》，2016年2月26日發售全年齡版的HD版。PlayStation Vita版由ENTERGRAM於2016年7月28日發售，2022年1月27日發售PlayStation 4版、任天堂Switch版。2024年9月27日發售FHD版《Strawberry Nauts Full HD Memorial Plus》。

## 故事
在大海上一座白色橋，橋的另一段連接人工學園島『私立五光館學園』。學校採全部住宿制，晴太郎入學就讀後才發現自己的宿舍「鹿南寮」竟然是女生宿舍。

## 角色介紹
- 配音：PC遊戲版配音員／PSV版配音員

### 主要角色
羽戶晴太郎
本作的男主角。因為男生宿舍已經住滿男生，因此被分到女生宿舍鹿南寮的管理棟居住。
日和橙子（聲：佐藤良子 / 後藤麻衣）
生日：8月11日　身高：157cm　血型：A型　三圍：81/55/80
晴太郎的同學，第二廣播部的部員，擔任廣播節目「QQQ」的人氣主持人。
八束愛姬（聲： / 豬口有佳）
生日：10月3日　身高：162cm　血型：B型　三圍：86/56/85
晴太郎的同學暨青梅竹馬，學生會的成員。老家是劍術道場，從小時候就開始學習武術，在學園中被學生們稱為「軍神」。
壽壽苗穗海（聲： / 阪田佳代）
生日：9月13日　身高：158cm　血型：O型　三圍：87/54/82
晴太郎的同學，學園長的獨生女，壽壽苗財團的大小姐。在學園中被男學生們稱為「女神」。
楠耶央（聲：井村屋穗乃香 / 萩原惠美子）
生日：3月3日　身高：145cm　血型：AB型　三圍：73/51/72
晴太郎的同學，美術部的唯一部員。沉默寡言不擅長與其他人對話。
青兔美甘（聲：櫻川未央 / 小林真紀）
生日：7月28日　身高：153cm　血型：A型　三圍：77/52/79
晴太郎的學妹，風紀委員會的成員。
擁有不幸體質。
讀丸萬里佳（聲：金元壽子）
生日：6月2日　身高156cm　血型：AB型　三圍：84/53/81
千代里的妹妹，田徑部的部員。PC版中並沒有實際登場，在PSV版升格為女主角之一。

### 其他角色
千奈朝霧（聲：サトウユキ / 米島希）
生日：10月1日　身長：156cm　血型：B型　三圍：83/54/82
晴太郎的學姊和學生會的會長。常常和秋沙一起行動，喜歡尋求有趣的事情。
瀧秋沙（聲： / ）
生日：6月17日　身長：163cm　血型：A型　三圍：80/55/81
晴太郎的學姊和學生會的副會長。
讀丸千代里（聲：金松由花 / 同左）
生日：1月2日　身高：134cm　血型：B型　三圍：67/47/68
晴太郎的班級老師和美術部的顧問和宿舍長。熱愛玩遊戲，常常玩到熬夜睡過頭遲到。
六角雀（聲： / 同左）
生日：12月23日　身高：155cm　血型：A型　三圍：82/55/79
晴太郎的學妹，美甘的朋友，風紀委員會的成員。
以前曾是八束流劍術道場的門生，非常仰慕愛姬。
壽壽苗環
生日：2月20日　身高：157cm　血型：B型　三圍：89/57/84
穗海的母親，私立五光館學園的學園長。
蒲公英（聲：新堂真弓）
生日：9月13日　身高：119cm　血型：O型
晴太郎在公園遇到的迷路小女孩。因為小女孩忘記自己的姓名所以晴太郎將她取名蒲公英並且幫忙安置在鹿南寮中。
木曾川聰子（聲：鈴音華月）
生日：8月3日　身高：158cm　血型：O型　三圍：90/58/86
日本首屈一指的風景畫家，千代里學生時代的同學。
古代蘭子（聲：柚李）
生日：6月30日　身高：160cm　血型：O型　三圍：82/56/84
第一廣播部的學姊。
上級生女子C（聲：まきいづみ）
生日：11月24日　身高：156cm　血型：A型　三圍：90/59/85
游泳部的學姊。
紬木智（聲：城樹翔）
晴太郎的同學與朋友。
蘇格拉底（聲：杉原茉莉）
耶央在公園遇見的迷路小狗。

## 主題曲
主題曲『a little more』
作詞：日山尚　作曲/編曲：東タカゴー　歌：霜月はるか
挿入曲『夜明けの星空』
作詞：日山尚　作曲/編曲：東タカゴー　歌：片霧烈火

## 工作人員
- 原作：HOOKSOFT[14]
- 原畫：松下まかこ、羽鳥ぴよこ、もとみやみつき
- 劇本：雪仁
- 音樂：OdiakeS
- CG：もとみやみつき
- 影片製作：feat.works (yo-yu/yokota)
- 編輯：黒木ノア、松田典弘
- 宣傳：伊藤直子
- 製作人：kei
- 監製：山根呂兵
- 執行製作人：亞佐美晶

## 相關商品

### CD
- Strawberry Nauts Original Soundtrack[15]

發行：HOOKSOFT　發售日：2011年12月29日（Comic Market 81）
曲目列表
1. a little more
2. あかるいひより
3. いつものモーニング
4. 嬉しい日の雑談
5. 選ぶもの、選ばれるもの
6. 穏やかすぎない昼時
7. 可憐純情小町
8. 今日も続く憩いの空間
9. 苦し紛れの適当な
10. 気配のたどり着く先
11. この空のこの街で
12. 咲く花のおまじない
13. 染み渡る雨音
14. 隙間なき背と背
15. 迫りくる時に
16. その光景、まさに
17. たぶん、余裕
18. ちいさなしあわせのじかん
19. 束の間ダッシュ
20. 手が届くように
21. 得意な科目は社会です
22. 涙ぐましいわんこ
23. ニヤニヤタイム
24. 濡れた頬の瞬き
25. 眠りにつく前に
26. 残りの夕日を追いかけて
27. 離れない。離さない。
28. 秘密のことば
29. 膨らむ恋心、広がる愛情
30. 平和も突然やってくる
31. 夜明けの星空

### 書籍
- Strawberry Nauts -ストロベリーノーツ- ビジュアルファンブック

發售日：2012年3月30日 出版社：enterbrain　ISBN 9784047280236

## 評價
《Strawberry Nauts》獲得「Getchu.com美少女遊戲大賞2011」綜合部門第6名、系統部門第6名、繪圖部門第8名、角色部門壽壽苗穗海第2名和六角雀第15名。《ファミ通》1442號的クロスレビュー對PlayStation Vita版給予29/40分。

## 外部連結
- 官方網站 （页面存档备份，存于）（日語）
- FHD版官方網站 （页面存档备份，存于）（日語）
- PSV/PS4/NS版官方網站 （页面存档备份，存于）（日語）